# 谷市 (北达科他州)
谷市（英語：Valley City），是美国北达科他州下属的一座城市。根据2010年美国人口普查，该市有人口6,585人。2011年估计该市有人口6,579人，相对于2010年，增长率为?0.09%。